# Reserva índia de Flandreau
La reserva índia de Flandreau és un reserva índia, que pertany a la tribu reconeguda federalment Tribu Sioux Flandreau Santee de Dakota del Sud. Aquests amerindis dels Estats Units pertanyen a la Nació Dakota, part de la Gran Nació Sioux. La reserva es troba al municipi de Flandreau al centre de comtat de Moody a l'est de Dakota del Sud.
La reserva té una superfície de 953 hectàrees i una població registrada de 726 habitants. La seva constitució fou aprovada el 24 d'abril de 1936 (esmenada per darrer cop el 1997). És dirigida per un consell tribal, format per un comitè executiu elegit pels membres de la tribu. Nomenen un tresorer tribal.

## Notables persones de Flandreau
- Dr. Charles Alexander Eastman (Ohiyesa), metge i escriptor.